# 24K Magic (canção)
"24K Magic" é uma canção do cantor e compositor estadunidense Bruno Mars. Foi lançada em 7 de outubro de 2016 - véspera de seu aniversário de 31 anos - como primeiro single de seu terceiro álbum de estúdio de mesmo nome, pela editora discográfica Atlantic Records. A canção foi escrito por Bruno Mars, Christopher "Brody" Brown e Philip Lawrence, enquanto a produção foi tratada pelos últimos três, assinando como Shampoo Press & Curl (grupo antes conhecido como The Smeezingtons) e produção adicional ficou a cargo do time de produtores The Stereotypes.

## Composição
"24K Magic" é uma canção derivada do funk, disco e R&B, com alguns elementos de hip-hop.

## Vídeo musical
O videoclipe oficial foi dirigido pelo próprio Bruno Mars com a colaboração de Cameron Duddy. O vídeo foi lançado em 7 de outubro de 2016.

## Desempenho nas tabelas musicais
| Gráficos (2016–17)                                | Melhor posição |
| ------------------------------------------------- | -------------- |
| O campo songid é OBRIGATÓRIO PARA PARADA ALEMÃ    | 14             |
| Argentina (Monitor Latino)                        | 1              |
| Austrália (ARIA)                                  | 3              |
| Áustria (Ö3 Austria Top 75)                       | 22             |
| Bélgica (Ultratop 50 de Flandres)                 | 1              |
| Bélgica (Ultratop 50 da Valônia)                  | 3              |
| Brasil (Billboard Brasil Hot 100)                 | 4              |
| Canadá (Canadian Hot 100)                         | 3              |
| Canadá (Billboard AC)                             | 1              |
| Canadá (Billboard CHR/Top 40)                     | 4              |
| Canadá (Billboard Hot AC)                         | 1              |
| Colômbia (National-Report)                        | 34             |
| Coreia do Sul (Gaon)                              | 2              |
| Dinamarca (Tracklisten)                           | 18             |
| Escócia (Scottish Singles Chart)                  | 5              |
| Eslováquia (Rádio Top 100)                        | 35             |
| Eslováquia (Singles Digitál Top 100)              | 7              |
| Eslovênia (SloTop50)                              | 21             |
| Espanha (PROMUSICAE)                              | 5              |
| Estados Unidos (Billboard Hot 100)                | 4              |
| Estados Unidos (Billboard R&B/Hip-Hop Songs)      | 3              |
| Estados Unidos (Billboard Adult Contemporary)     | 13             |
| Estados Unidos (Billboard Adult Top 40)           | 3              |
| Estados Unidos (Billboard Dance Club Songs)       | 2              |
| Estados Unidos (Billboard Dance/Mix Show Airplay) | 2              |
| Estados Unidos (Billboard Mainstream Top 40)      | 5              |
| Estados Unidos (Billboard Rhythmic)               | 1              |
| Europa (Billboard Euro Digital Song Sales)        | 10             |
| Finlândia (Latauslista Download)                  | 3              |
| França (SNEP)                                     | 1              |
| Hungria (Dance Top 40)                            | 2              |
| Hungria (Rádiós Top 40)                           | 3              |
| Hungria (Single Top 40)                           | 5              |
| Índia (Radio Mirchi Angrezi Top 20)               | 5              |
| Irlanda (IRMA)                                    | 10             |
| Israel (Media Forest)                             | 1              |
| Itália (FIMI)                                     | 16             |
| Japão (Japan Hot 100)                             | 16             |
| Japão (Billboard Hot Overseas)                    | 1              |
| Líbano (Lebanese Top 20)                          | 3              |
| México (Billboard Mexico Ingles Airplay)          | 1              |
| Nova Zelândia (Recorded Music NZ)                 | 1              |
| Noruega (VG-lista)                                | 16             |
| Países Baixos (Dutch Top 40)                      | 6              |
| Países Baixos (Single Top 100)                    | 5              |
| Polónia (Polish Airplay Top 100)                  | 40             |
| Portugal (AFP)                                    | 4              |
| Reino Unido (UK Singles Chart)                    | 5              |
| República Checa (Rádio Top 100)                   | 35             |
| República Checa (Singles Digitál Top 100)         | 10             |
| Suécia (Sverigetopplistan)                        | 22             |
| Suíça (Schweizer Hitparade)                       | 9              |
| Venezuela (Record Report Top 100)                 | 59             |
| Venezuela (Record Report English Songs)           | 1              |
| Venezuela (Record Report Pop Songs)               | 13             |

| Graficos (2016)                       | Posição |
| ------------------------------------- | ------- |
| Austrália (ARIA)                      | 59      |
| Bélgica (Ultratop Flanders)           | 48      |
| Reino Unido (Official Charts Company) | 68      |

## Certificações
| País (Empresa)             | Certificação |
| -------------------------- | ------------ |
| Austrália (ARIA)           | 2× Platina   |
| Bélgica (BEA)              | Platina      |
| Dinamarca (IFPI Dinamarca) | Ouro         |
| Espanha (PROMUSICAE)       | Platina      |
| Estados Unidos (RIAA)      | 5× Platina   |
| França (SNEP)              | Platina      |
| Itália (FIMI)              | Platina      |
| Nova Zelândia (RMNZ)       | Platina      |
| Reino Unido (BPI)          | Platina      |

## Histórico de lançamento
| Região         | Data                  | Formato                    | Gravadora | Ref.   |
| -------------- | --------------------- | -------------------------- | --------- | ------ |
| Mundo          | 7 de outubro de 2016  | Digital download streaming | Atlantic  | [ 72 ] |
| Itália         | 7 de outubro de 2016  | Contemporary hit radio     | Warner    | [ 73 ] |
| Reino Unido    | 8 de outubro de 2016  | Contemporary hit radio     | Atlantic  | [ 74 ] |
| Estados Unidos | 11 de outubro de 2016 | Contemporary hit radio     | Atlantic  | [ 75 ] |